# Črnkovec
 Črnkovec  falu Horvátországban Zágráb megyében. Közigazgatásilag Velika Goricához tartozik.

## Fekvése
Zágráb központjától 14 km-re délkeletre, községközpontjától 5 km-re északkeletre, a Túrmező síkságán a zágrábi repülőtér közelében fekszik.

## Története
A Chernkóczy  (Črnkovački) család ősi fészke, akikről a falu is a nevét kapta. 
1225-ben IV. Béla még szlavón hercegként a zágrábi várhoz tartozó egyes jobbágyokat nemesi rangra emelt, akik mentesültek a várispánok joghatósága alól és a zágrábi mező (Campi Zagrabiensis) nemeseinek közössége, azaz saját maguk által választott saját joghatóság (comes terrestris) alá kerültek. Az így megalakított Túrmezei Nemesi Kerülethez tartozott Črnkovec is. Ezen belül közigazgatásilag a Polje (Campus) járás része volt. 
A falu és környéke a 16. századtól sokat szenvedett a gyakori török támadások miatt. Amikor 1592-ben Hasszán boszniai pasa végigpusztította a Túrmezőt és mintegy 35000 lakost hurcolt rabságba számos ősi túrmezei család pusztult ki és nem maradt egyetlen ép falu sem. 
A kerület megszüntetése után a falut is a Zágráb vármegyéhez  csatolták. 1857-ben 68, 1910-ben 137 lakosa volt. Trianon előtt Zágráb vármegye Nagygoricai járásához tartozott. 2001-ben a falunak 334 lakosa volt.

## Lakosság
| Lakosság változása | Lakosság változása | Lakosság változása | Lakosság változása | Lakosság változása | Lakosság változása | Lakosság változása | Lakosság változása | Lakosság változása | Lakosság változása | Lakosság változása | Lakosság változása | Lakosság változása | Lakosság változása | Lakosság változása |
| ------------------ | ------------------ | ------------------ | ------------------ | ------------------ | ------------------ | ------------------ | ------------------ | ------------------ | ------------------ | ------------------ | ------------------ | ------------------ | ------------------ | ------------------ |
| 1857               | 1869               | 1880               | 1890               | 1900               | 1910               | 1921               | 1931               | 1948               | 1953               | 1961               | 1971               | 1981               | 1991               | 2001               |
| 68                 | 102                | 90                 | 135                | 135                | 137                | 147                | 113                | 112                | 124                | 170                | 187                | 217                | 262                | 334                |

## Nevezetességei
Páduai Szent Antal tiszteletére szentelt kápolnája.

## Külső hivatkozások
- Velika Gorica hivatalos oldala
- Velika Gorica turisztikai egyesületének honlapja
- A Túrmező története